# Airbus CC-150 Polaris
De Airbus CC-150 Polaris is de aanduiding voor de civiele Airbus A310-300's die zijn omgebouwd voor gebruik als de primaire transportvliegtuigen voor lange afstand voor de Royal Canadian Air Force.

## Ontwerp en ontwikkeling
De CC-150 verving de Boeing RC-137 (omgebouwde Boeing 707) in 1997. De vijf Airbus-toestellen werden oorspronkelijk gekocht door Wardair en daarna overgebracht naar Canadian Airlines toen de twee luchtvaartmaatschappijen fuseerden in 1989. Zij werden vervolgens aangekocht door de Canadian Forces uit Canadian Airlines. De aankoop omvatte een onderhoudscontract voor onderhoud van de vliegtuigen voor een vast aantal vlieguren. Air Canada verwierf de CC-150-servicecontracten toen het Canadian Airlines in 2000 kocht. Een reeks van opeenvolgende herstructureringen was aanleiding voor een CC-150-servicecontract met Air Canada Technical Services (ACTS), en vervolgens Aveos Fleet Prestaties. Na de ineenstorting van Aveos Fleet Prestaties in maart 2012 heeft de regering van Canada L3 Communications beloond met een eenjarig interim contract om de vloot van de CC-150-vliegtuigen te ondersteunen totdat Canada een vliegtuigenonderhoudscontract kan toekennen voor een langere termijn door middel van een concurrerende aanbestedingsprocedure .

### Ombouw tot tanker

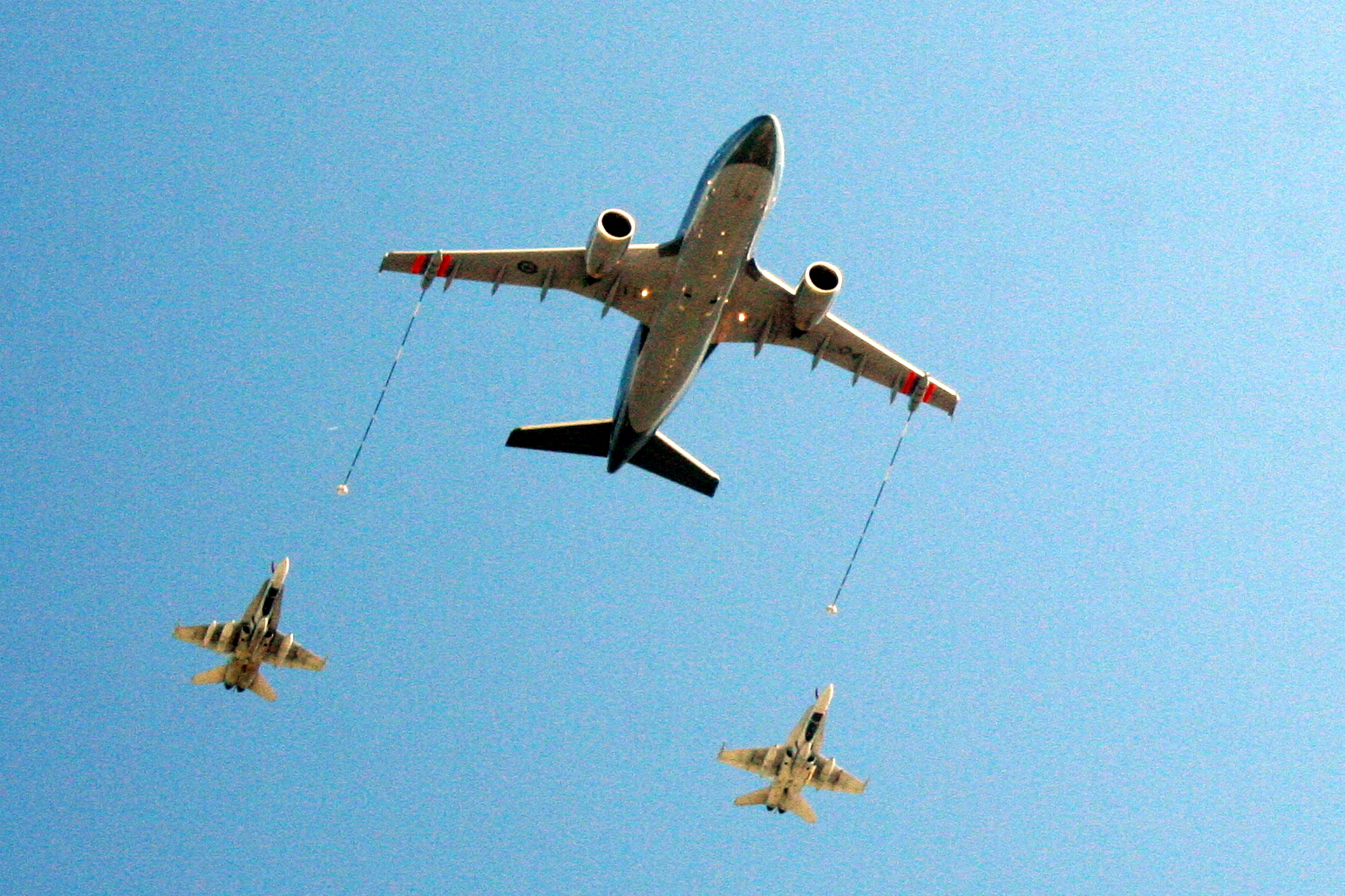
Een CC-150 laat twee CF-18 Hornets bijtanken

Twee van de vijf CC-150's zijn omgebouwd tot air-to-airtankers voor de CF-18-vloot als "CC-150T's". Dit was een mogelijkheid die verloren ging toen de CC-137's werden uitgefaseerd. De ombouw tot tanker is een onderdeel van het Multi Role Tanker Transport-programma (MRTT). Het MRTT-programma werd gestart vanwege een eis van de Luftwaffe en voorzag de Canadese strijdkrachten van een kosteneffectieve oplossing.
De RCAF gebruikt omgebouwde C-130's, RCAF-aanduiding CC-130H (T) voor tactisch bijtanken in de lucht, maar is beperkt bij de overzeese inzet van CF-18's want de C-130's zijn beter geschikt door een strategisch AAR Platform. Als gevolg van de CC-150's MRTT-ombouw heeft Canada zijn eigen strategische air-to-airbijtankvermogen herwonnen.
De eerste omgebouwde CC-150T voltooide zijn acceptatievlucht in mei 2008.

## Operationele geschiedenis
Vier van de vijf vliegtuigen werden omgezet in de Combi-Freighter-standaarduitrusting met een verstevigde vloer en een aan de zijkant te openen laaddeur. De vijfde werd aangepast tot een VIP-transportvliegtuig voor het vervoer van de VIP's van de Canadese overheid. De Polaris is geclassificeerd als een strategisch transportvliegtuig door de Royal Canadian Air Force. De CC-150 kan vracht en personeel vervoeren over lange afstanden, maar het ontbreekt de CC-150 aan zwaargewichtladingcapaciteit en het vermogen om te opereren vanuit afgelegen locaties die een gemeenschappelijke eis voor een militaire luchtbrug vormen. De Canadese strijdkrachten rekenen op andere zwaargewichttransportvliegtuigen (zoals de Boeing C-17 Globemaster III) voor dit soort operaties.
De vijf CC-150's worden gevlogen en bemand door het 437e Squadron van de Canadese luchtmacht op CFB Trenton, Ontario.
In 2011 werden twee CC-150T air-to-airtankvliegtuigen ingezet om de Canadese CF-18-straaljagers te ondersteunen bij de handhaving van de no-flyzone boven Libië onder "Operatie Mobile" en "Operatie Unified Protector".
In 2013 werd de CC-150 gebruikt voor VIP-vervoer geschilderd in een kleurrijker kleurenschema gebaseerd op de RCAF-kleuren tijdens gepland onderhoud, tegen een meerprijs van $ 50.000.

## Varianten
CC-150
1 VIP-transport
2 strategische transportvliegtuigen
CC-150T
2 air-to-airtankers/strategische transportvliegtuigen

## Gebruikers
Canada
- Royal Canadian Air Force (5)

## Specificaties
Algemene kenmerken
- Personeel: 2 (cockpit)
- Capaciteit: 194 passagiers
- Lengte: 46,66 m
- Spanwijdte: 43,9 m
- Hoogte: 15,8 m
- Massa: 157.000 kg
- Motor: 2 × General Electric CF6-80C2A2 turbofanmotoren, 220 kN stuwkracht elk

Prestaties
- Maximale snelheid: Mach 0,84
- Maximaal bereik: 9.600 km (5.965 mijl; 5.184 zeemijl)
- Maximale vlieghoogte: 12.500 m (41.010 ft)